# Rosa montana
Rosa montana är en rosväxtart som beskrevs av Dominique Chaix. Rosa montana ingår i släktet rosor, och familjen rosväxter. Inga underarter finns listade i Catalogue of Life.